# Eagles of the Republic
Eagles of the Republic (deutsch: „Adler der Republik“) ist ein Spielfilm von Tarik Saleh aus dem Jahr 2025. Der Politthriller handelt von einem in Ungnade gefallenen ägyptischen Schauspieler, der durch die Hauptrolle in einer patriotischen Filmbiografie über Staatspräsident Abd al-Fattah as-Sisi in den innersten Kreis der Macht gerät. Die Hauptrolle übernahm Fares Fares. Das Werk, eine der teuersten arabischsprachigen Filmproduktionen ihrer Zeit, bildet zusammen mit Die Nile Hilton Affäre (2017) und Die Kairo Verschwörung (2022) den finalen Teil einer Thriller-Trilogie von Regisseur Saleh, deren Geschichten in Kairo angesiedelt sind. Die europäische Koproduktion zwischen Schweden und Frankreich wurde im Rahmen der Internationalen Filmfestspiele von Cannes im Mai 2025 uraufgeführt.

## Handlung
George Fahmy ist in Ägypten ein überaus beliebter Filmstar. Als er bei den Behörden in Ungnade fällt, kommt es zu einem Karriereknick und Agenten und Filmproduzenten beginnen sich von ihm abzuwenden. Für Fahmy vorgesehene Rollen werden fortan an andere Schauspieler vergeben. Auch die Presse berichtet über seine „unpatriotische“ Haltung und dichtet ihm außereheliche Affären an. Aus der Not heraus sagt er für eine patriotisch-verkitschte Filmbiografie zu, in der er Abd al-Fattah as-Sisi darstellen soll. Trotz anfänglicher Schwierigkeiten brilliert er in der Rolle des ägyptischen Staatspräsidenten, obwohl er am Filmset eine Affäre mit der geheimnisvollen Ehefrau eines Generals beginnt.
Fahmy steigt nach den Dreharbeiten in den innersten Zirkel der Macht auf. Bald schon wird er zu einer Marionette und gerät in ein undurchschaubares Netz aus Intrigen. Drahtzieher sind das Militär, der Geheimdienst und der mysteriöse Dr. Mansour. Der Schauspieler sieht nicht nur seine Würde und Selbstachtung in Gefahr. Bald schon fürchtet er um sein Leben und das seiner Familie.

## Entstehungsgeschichte

### Drehbuch und Besetzung

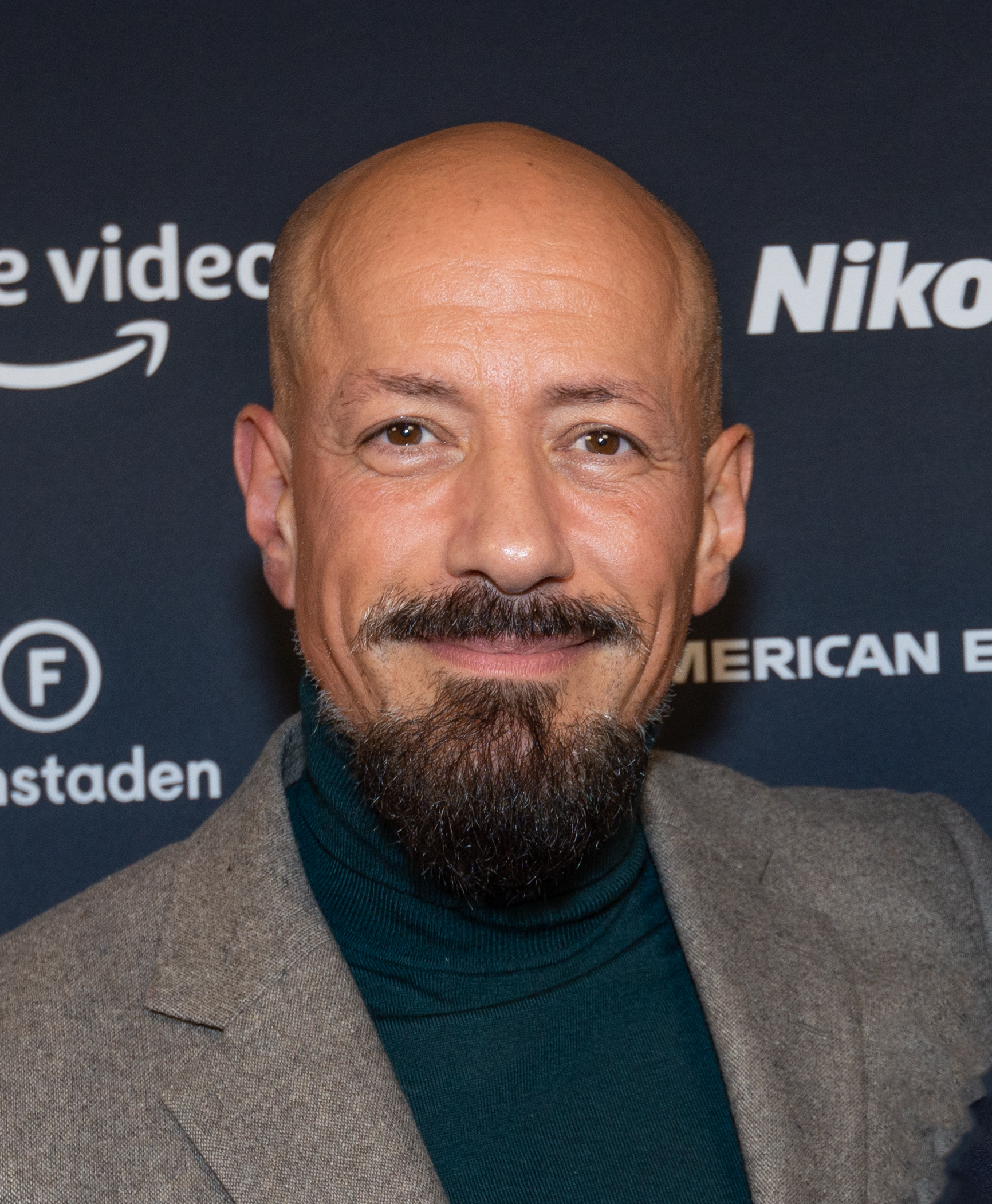
Tarik Saleh (2022)

Eagles of the Republic (schwedischer Arbeitstitel: Sjätte oktober) ist der neunte Spielfilm des schwedischen Regisseurs Tarik Saleh, der auch das Drehbuch verfasste. Es handelt sich um den letzten Teil seiner „Kairo-Trilogie“, die der ägyptischstämmige Filmemacher mit den preisgekrönten Thrillern Die Nile Hilton Affäre (Hauptpreis des Festivals von Sundance 2017) und Die Kairo Verschwörung (Drehbuchpreis beim Festivals von Cannes 2022) begann. Saleh beschrieb das Filmprojekt als „Politthriller mit starken Noir-Einflüssen“, mit dem er an den ersten Teil anschließe. Es gehe in Eagles of the Republic um „zwielichtige Gestalten [...], die im Verborgenen agieren“ würden. Die in Ägypten spielende Handlung stehe exemplarisch für die gegenwärtigen Weltereignisse. „Wir idealisieren den starken Mann und glauben, er wird uns retten, obwohl wir wissen, wohin das letztendlich führt“, so der Filmemacher.

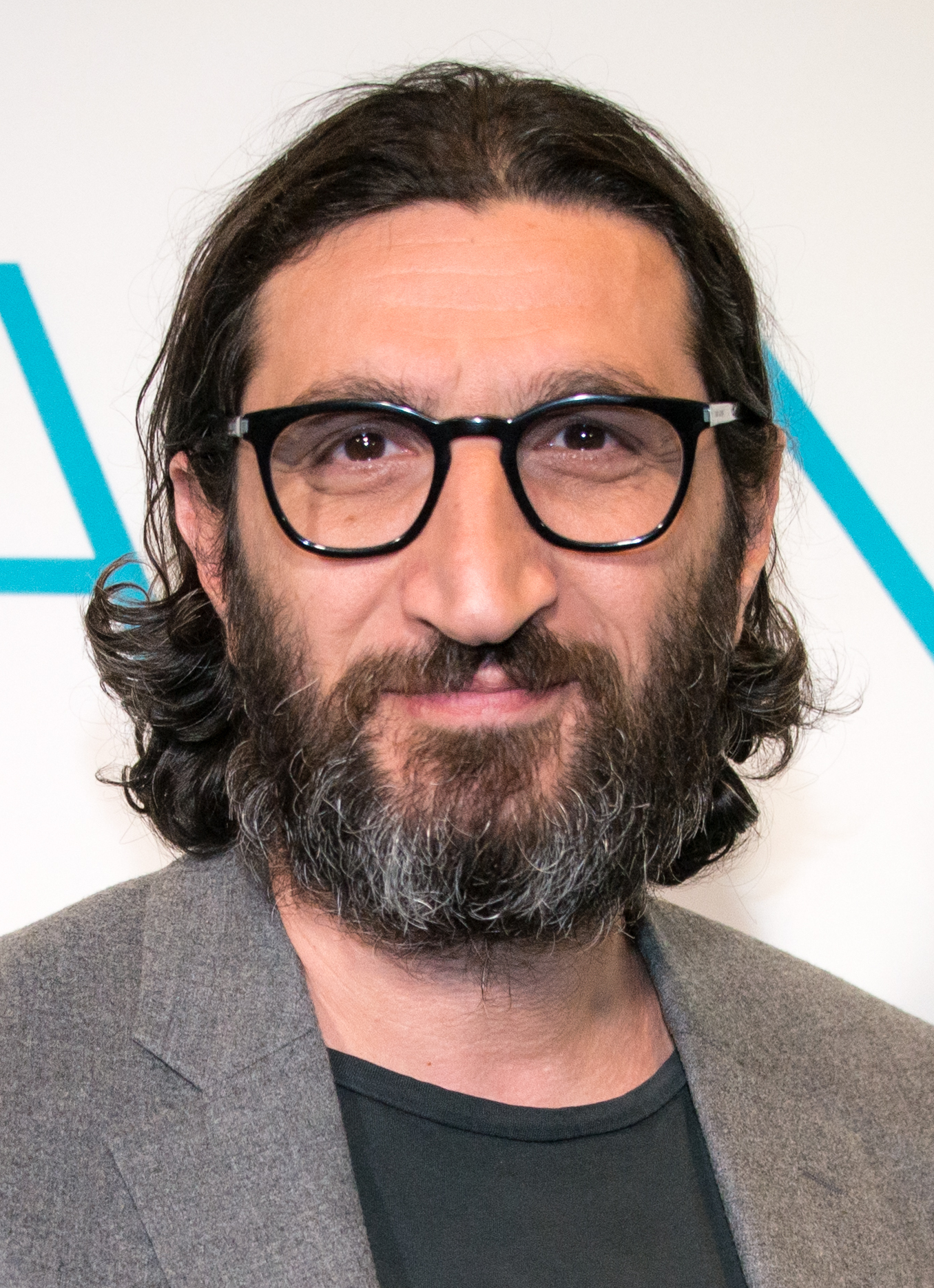
Fares Fares (2019)

Für den Part des ägyptischen Schauspielers George Fahmy wurde der aus dem Libanon stammende Schwede Fares Fares verpflichtet. Er hatte mit Saleh bereits zuvor an zahlreichen Film- und Fernsehprojekten gearbeitet, darunter Hauptrollen in den ersten beiden Trilogie-Teilen. Zum weiteren Schauspielensemble gehörten unter anderem die Franko-Algerierin Lyna Khoudri, der Ägypter Amr Waked, die Franko-Marokkanerin Zineb Triki, der Deutsch-Syrer Husam Chadat, die amerikanisch-palästinensische Schauspielerin Cherien Dabis und der finnisch-syrische Darsteller Sherwan Haji. Haji hatte zuvor in Die Kairo Verschwörung eine Nebenrolle bekleidet.

### Dreharbeiten und Produktion
Die Dreharbeiten fanden im Frühling und Sommer 2024 in Istanbul statt. Verantwortlicher Kameramann war, wie auch bei den ersten Teilen und Salehs amerikanischer Produktion The Contractor (2022), der Franzose Pierre Aïm. Daneben gehörten zum Filmstab mit dem Szenenbildner Roger Rosenberg und dem Editor Theis Schmidt ebenfalls frühere Weggefährten des Regisseurs. Die Kostümdesignerin Virginie Montel arbeitete dagegen zum ersten Mal mit Saleh zusammen. Die Filmmusik komponierte der vielfach preisgekrönte Franzose Alexandre Desplat.
Die Postproduktion des Films erfolgte in Göteborg. Der Film ist eine Produktion der Unternehmen Memento Production (Produzent: Alexandre Mallet-Guy), Unlimited Stories AB, Ström Pictures und Films Boutique in Koproduktion mit dem Bayerischen Rundfunk und Arte. Weitere Förderer waren Aide aux Cinémas du Monde, Eurimages, die Region Île de France, das Schwedische Filminstitut, die Finnish Film Foundation, Business Finland Oy, Film i väst, Nordisk Film & TV Fund sowie das Dänische Filminstitut. Mit einem Budget von rund neun Millionen Euro zählt Eagles of the Republic zu den teuersten arabischsprachigen Filmproduktionen seiner Zeit. Um die internationalen Verwertungsrechte kümmert sich das Unternehmen Playtime.

## Veröffentlichung
Die Weltpremiere von Eagles of the Republic (französischer Titel: Les Aigles de la République) fand am 19. Mai 2025 im Hauptwettbewerb des 78. Filmfestivals von Cannes statt.
Der Film soll ab 5. September 2025 von SF Studios in die schwedischen Kinos gebracht werden.
Ein regulärer Kinostart in Frankreich soll am 22. Oktober 2025 im Verleih von Memento erfolgen.

## Auszeichnungen
Für Eagles of the Republic erhielt Tarik Saleh nach 2022 seine zweite Einladung in den Wettbewerb um die Goldene Palme des Filmfestivals von Cannes.